# Kościół św. Idziego w Inowłodzu

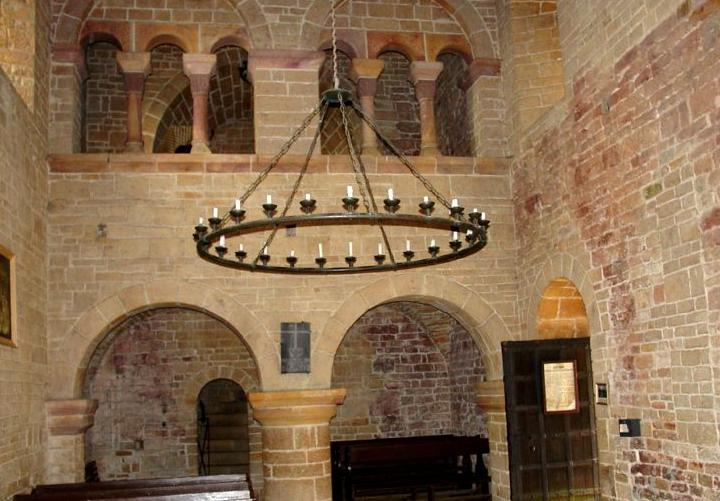
Wnętrze kościoła

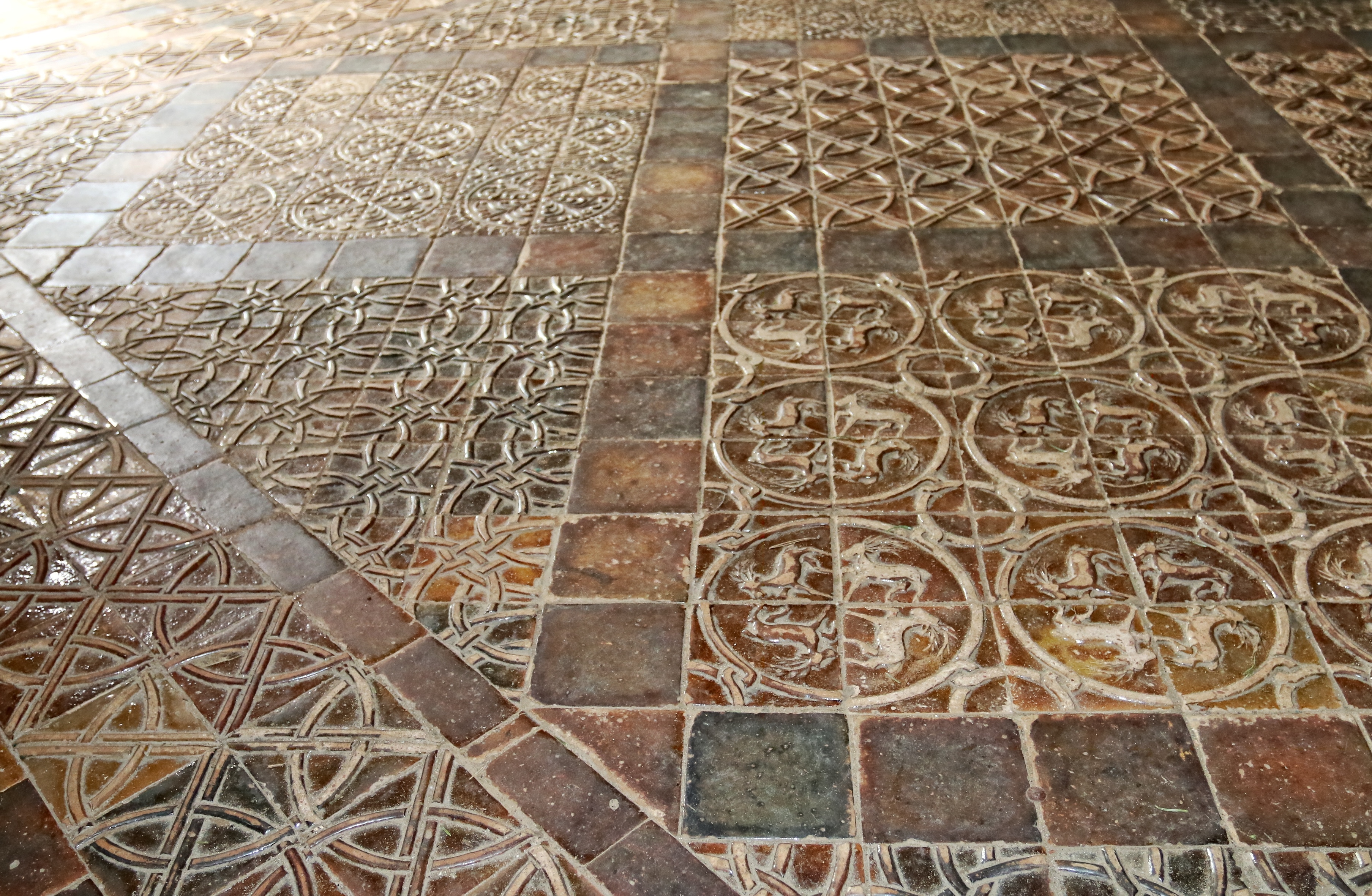
Posadzka w kościele

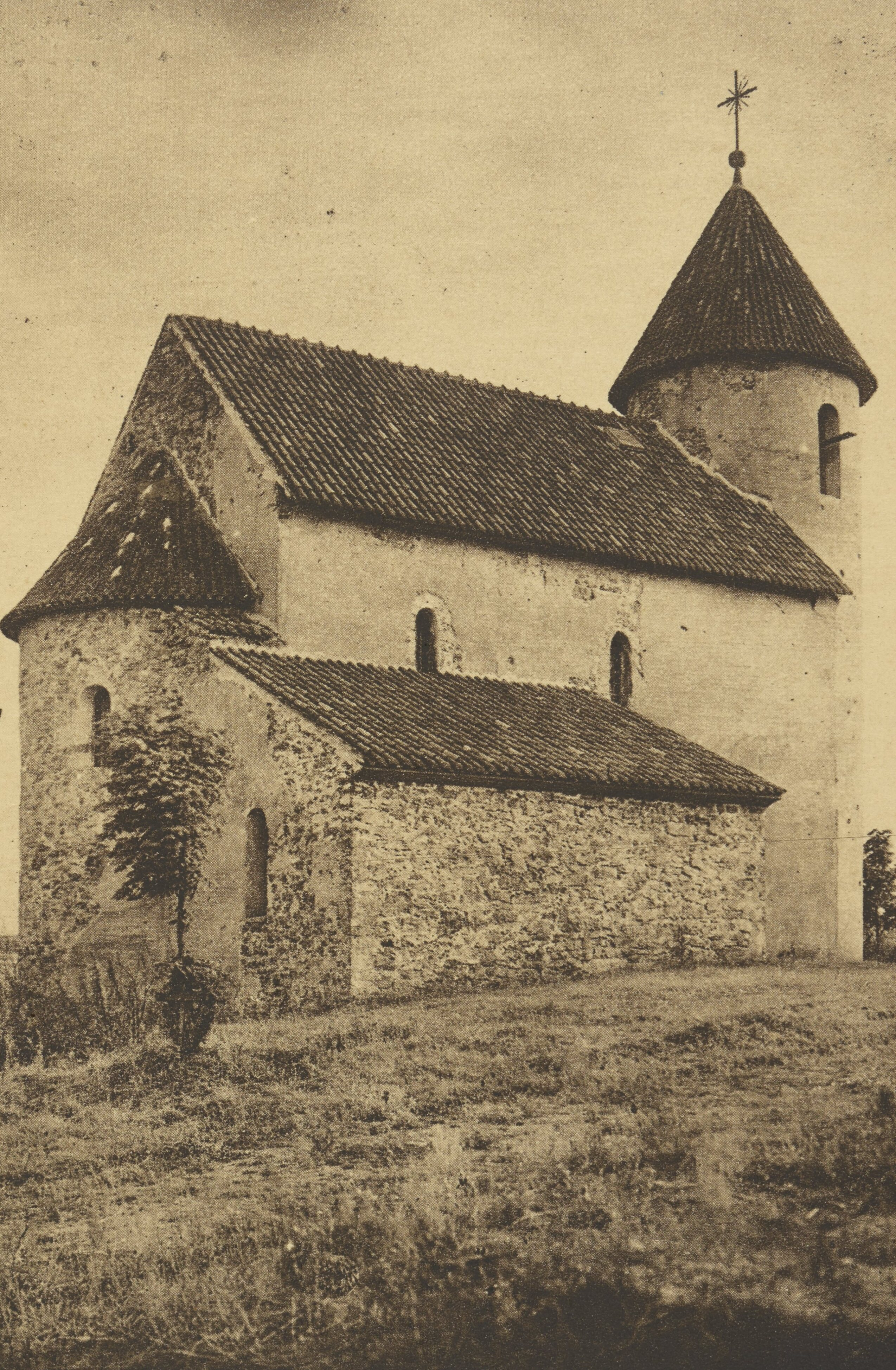
Stan kościoła około 1929

Kościół św. Idziego w Inowłodzu – romański kościół zrekonstruowany w latach 1936-1938 przez Adolfa Szyszkę-Bohusza.

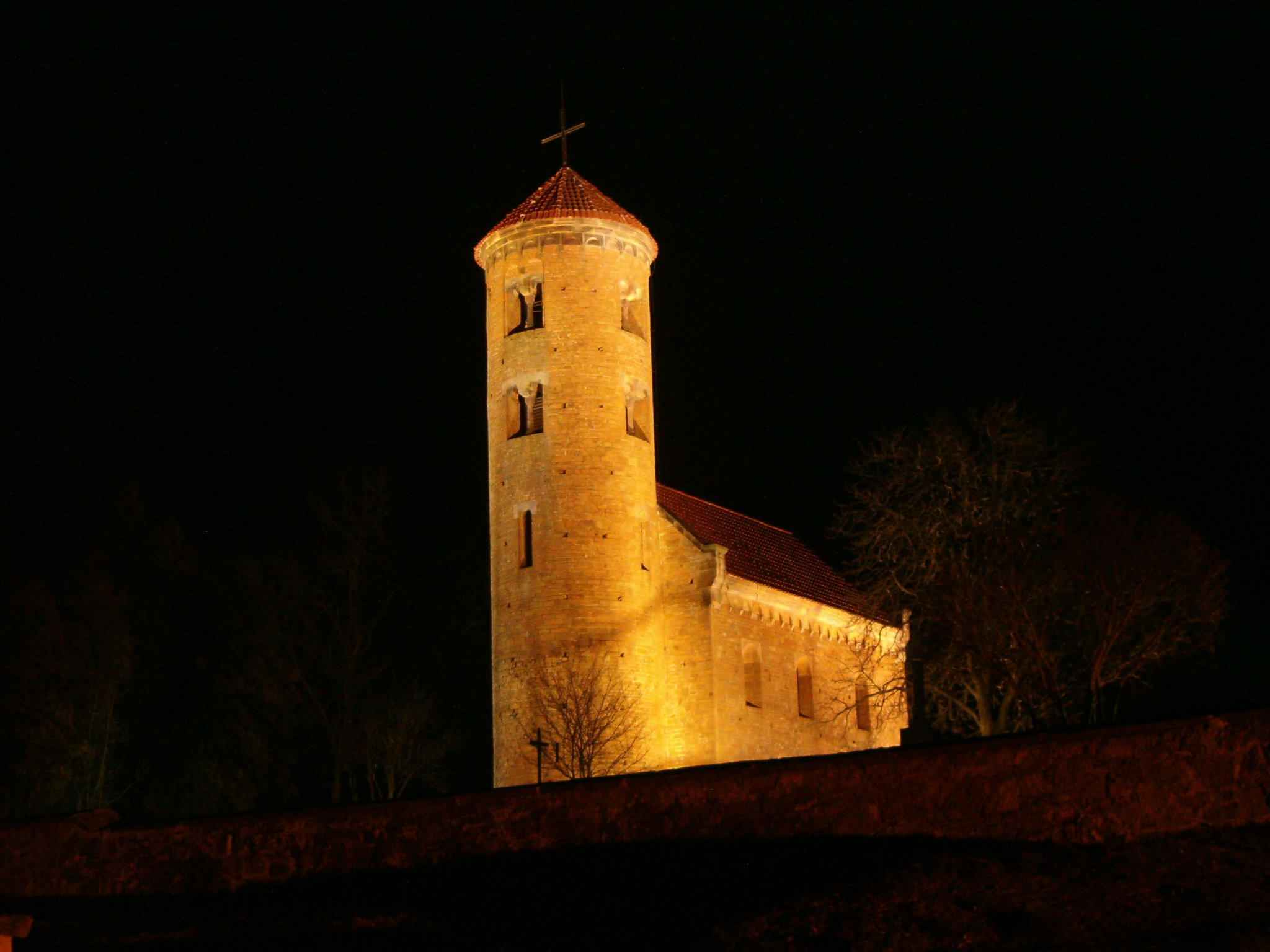
Kościół nocą

## Historia
Świątynię według nowożytnej płyty inskrypcyjnej wybudowano w 1082 z fundacji Władysława Hermana. Świątynię wymienia Jan Długosz, podając rok 1086 jako datę fundacji. Równocześnie z kościołem powstał na tej samej górze klasztor benedyktynek, który został w 1241 zburzony podczas najazdu tatarskiego. Nosi on cechy typowe dla architektury obronnej. Po powstaniu kościoła pw. św. Michała w 1520 starsza świątynia straciła znaczenie i zaczęła podupadać. Pierwszą próbę odnowienia kościoła podjęto w 1790, sprowadzając do niego z kapliczki w Giełzowie cudowny obraz Matki Boskiej Bolesnej.
W 1793 został ograbiony przez żołnierzy pruskich, a następnie zamieniony na magazyn zbożowy. Na początku XX wieku świątynia była zniszczona, a jej dach pokryty był słomą. Prace restauracyjne rozpoczęto z inicjatywy cara Mikołaja II. Kolejne zniszczenia zostały spowodowane przez I wojnę światową. Pierwsze, nieukończone prace rekonstrukcyjne prowadzono w latach 1924-1926. Ostateczny wygląd nadała mu restauracja prowadzona z inicjatywy prezydenta Ignacego Mościckiego, według projektu Wilhelma Henneberga. Wprowadzono wtedy wiele elementów obcych wcześniejszej architekturze kościoła – m.in. podwyższono o jedną kondygnację wieżę, a w nawie od strony zachodniej na miejscu otwartej arkady wybudowano emporę z tryforyjnymi przezroczami. Świątynię ponownie poświęcono 1 listopada 1938.
Przy kościele znajduje się cmentarz w Inowłodzu.

## Architektura
Świątynię stanowi osiowe zestawienie cylindrycznej, zachodniej wieży z jednoprzestrzenną prostokątną nawą zakończoną od wschodu apsydą. Istotnym elementem jest oparcie wieży na zachodniej ścianie nawy oraz otwarcie jej wysoką arkadą na emporę. Na emporę prowadzą kręte schody a sama wieża w górnych kondygnacjach, przeprutych biforiami, pełni funkcję dzwonnicy. Podobny, do inowłodzkiego, układ kościoła można spotkać w hrabstwach wschodniej Anglii, gdzie datuje się je przeważnie na XI wiek. W każdym razie do Polski, która nie miała w tym czasie bezpośrednich kontaktów z Anglią, wzorzec świątyni mógł dotrzeć z Saksonii lub poprzez Saksonię. Datowanie kościoła na schyłek wieku XI potwierdza wątek muru z płaskich ciosów piaskowca układanych starannie w niskie warstwy, miejscami zaś w rybi szkielet (opus spicatum), jak również brak artykulacji ścian zewnętrznych (w formie charakterystycznych dla romanizmu lizen). Szczególnie istotnym elementem wystroju kościoła jest głowica, zapewne relikt przeźrocza biforium, ozdobiona ornamentem plecionkowym zamkniętym w ósemkę, z wolutami po bokach, stanowiąca dalekie echa kapitela klasycznego. Swoimi charakterystycznymi formami należy budowla inowłodzka do wczesnoromańskiej, jedenastowiecznej fazy pierwszego ogólnoeuropejskiego stylu.

## Nabożeństwa
W zabytkowym kościele odprawiane są w okresie letnim msze św. Mają one miejsce raz w tygodniu, w niedzielę.

## Ciekawostki
Według członków Stowarzyszenia "Wizna 1939" w tym kościele pod chórem pod podłogą pochowane są doczesne szczątki polskiego bohatera narodowego majora Henryka Dobrzańskiego, ps. „Hubal”. Niestety Łódzki Wojewódzki Konserwator Zabytków blokuje dalsze prace poszukiwawcze.